# Tony Colombo
Antonino Colombo, detto Tony (Palermo, 11 maggio 1986), è un cantautore italiano.

## Biografia
A otto anni ha inciso il suo primo lavoro discografico dal titolo A villeggiante, vendendo 23 000 copie. A nove anni ha iniziato la sua prima tournée in Europa. Nel 1995 ha partecipato al Forum di Assago a Milano come unico cantante neomelodico presente. Nel 1996 si è esibito in Belgio con un numero di spettatori vicino ai 5.000, per lo più emigranti italiani.
Nel 2001 ha ricevuto il premio "rivelazione dell'anno" consegnato dal sindaco di Palermo Leoluca Orlando. Nel 2002 è arrivato in semifinale all'accademia della canzone di Sanremo con la canzone "L'anima". Il 15 ottobre 2004 si è esibito al Palacatania davanti a 4000 persone. Nel 2007 ha ricevuto il premio come "Miglior interprete neomelodico". Nel 2008 ha pubblicato il DVD Il cuore in un concerto che si è tenuto al Teatro Golden di Palermo. Il 30 maggio 2009 ha realizzato un concerto al Velodromo "Paolo Borsellino" di Palermo esibendosi davanti a 6000 persone.
Nel 2010 si è esibito nella piazza Mercato di Napoli davanti a 30.000 persone, presentato da Aida Yespica. Sempre in quest'anno ha firmato il suo primo contratto con la casa discografica Warner Music Italy. Ha partecipato alle selezioni di Nuova Generazione per Sanremo 2010 con la canzone Un altro amore dentro te, non venendo però nuovamente accettato. Il 25 gennaio 2011 è uscito l'album Il principe e il povero, prodotto da Seamusica e distribuito in Italia dalla Warner Music Italy.
Nel 2011 ha fondato in collaborazione con Luca Barbato la casa di registrazione Dea Sound. Nel 2012 esce il suo nuovo lavoro discografico intitolato 6 x me distribuito dalla Seamusica.
Nel 2013 ha inciso il suo ventiduesimo album intitolato Solo prodotto e distribuito da Seamusica. Il 4 maggio 2013 si è esibito all'Arena Flegrea (Napoli), in una serata presentata da Cristiano Malgioglio e Alba Parietti, davanti a una platea di 7000 persone.
Nel 2014 ha inciso il suo ventitreesimo lavoro discografico intitolato È guerra aperta. Il 30 marzo si è esibito al teatro Palapartenope di Napoli.
A partire dal 25 ottobre 2014 entra a far parte del cast della decima edizione del Talent show di Rai 1 Ballando con le stelle.
Nel 2015 ha inciso il suo nuovo disco Quello che vorrei. Il 26 maggio si è esibito di nuovo al Palapartenope affiancato da Belén Rodríguez.
Nel 2016 ha pubblicato il nuovo album Sicuro. La copertina del disco, realizzata dal grafico Donato Sibona, mostra l'artista nei panni di un robot.
Il 20 aprile 2018 è uscito il singolo Ti aspetto all'altare che ha registrato più di 56 milioni di visualizzazioni entrando a far parte del 1º posto in tendenza su YouTube.
Il 28 marzo 2019 ha sposato a Napoli Tina Rispoli, vedova del boss della camorra Gaetano Marino, con una cerimonia su cui è stata poi aperta un'inchiesta dalla Procura antimafia.
Il 7 ottobre 2020 ha annunciato di volersi ritirare dal mondo della musica attraverso il suo profilo Instagram dopo la pubblicazione di un ultimo album.

## Vicende giudiziarie
Il 17 ottobre 2023 è stato arrestato con la moglie Tina Rispoli, su ordine della DDA di Napoli, durante un blitz contro il clan Di Lauro. Secondo gli inquirenti, Tony Colombo e Tina Rispoli avrebbero fatto affari con il clan di Secondigliano con una somma complessiva di 500 mila euro che il sodalizio avrebbe reinvestito per l’acquisito dei materiali e dei macchinari necessari all’allestimento di una fabbrica di sigarette contraffatte. Il 7 marzo 2025 i due coniugi vengono assolti dal reato a loro ascritto e tornano liberi.  

## Discografia

### Album
- 1994 - A' villeggiante – (GS Record)
- 1995 - Scugnizza – (GS Record)
- 1998 - Complimenti!!! – (Seamusica)
- 1999 - Spregiudicata – (Seamusica)
- 1999 - Classicamente io – (Seamusica)
- 2000 - Uno dopo l'altro – (Seamusica)
- 2001 - Io più te – (Seamusica)
- 2001 - Indispensabile – (Seamusica)
- 2002 - Come una fiaba – (GS Record)
- 2003 - Il giorno e la notte – (GS Record)
- 2004 - Al di là del mare – (GS Record)
- 2005 - Tra neve e sole – (GS Record)
- 2005 - tonycolombo.it – (Seamusica)
- 2006 - Ho fatto tredici – (Seamusica)
- 2007 - Volano i vestiti – (Seamusica)
- 2008 - Note di primavera – (Seamusica)
- 2008 - Il cuore in un concerto – (DVD live, Seamusica)
- 2009 - Si accettano scommesse (Sott'e stelle) – (Seamusica)
- 2011 - Il principe e il povero – (Distribuzione Warner Music Italy - Produzione Seamusica)
- 2012 - 6 x me – (Seamusica)
- 2013 - Solo – (Seamusica)
- 2014 - È guerra aperta – (Seamusica)
- 2015 - Quello che vorrei
- 2016 - Sicuro - (Zeus Record)
- 2018 - Le canzoni più romantiche (Zeus Record)
- 2019 - Il D'Angelo che c'è in me (Zeus Record)
- 2021 - Se le avessi cantate io (Zeus Record)
- 2022 - L'ultimo (C.R.Studio)

## Colonne sonore film
- 2011 - Tatanka, regia di Giuseppe Gagliardi – (Sott'e stelle)
- 2016 - Gomorra - La serie, regia di Stefano Sollima - (Sott’e cuperte)
- 2019 la paranza dei bambini -(ti aspetto all altare)

## Televisione
- 2014 - Ballando con le stelle 10 (concorrente)